# 井里汶
井里汶是一個港口城市，位於北部海岸，印度尼西亞爪哇島。它位於西爪哇省附近的中爪哇省邊境，位於雅加達以東297公里處。
井里汶苏丹国的宮殿坐落於此，城市位於西爪哇和中爪哇的邊境區位。可看到它受了巽他和爪哇同時還有中國文化的歷史影響。

## 政府
井里汶分為五個區：Harjamukti，Kejaksan，Kesambi，Lemahwungkuk和Pekalipan。

## 定位與地方
他的主要大道名為Jalan Siliwangi，從火車站通過 Pasar Pagi（"早市"）到運河。然後沿著街道，路名變成Jalan Karanggetas ，這裡有井里汶的銀行，餐館和酒店業。
Wali Songo，尤其是 "Sunan Gunung Jati"，影響了城市的歷史。Sunan Gunung Jati的墓地位於城市的幾公里以外，在一個地區稱為Gunung Jati。有兩個寺廟和一洞穴系統由兩個華人建築師在1880年左右建造，由中國和西方瓷器裝飾。Trusmi村莊，約離井里汶五公里以外，以蠟染生產聞名。 Plangon是猴子的棲息地。

## 宮殿
井里汶宮殿有四座：
- Kasepuhan 宮
- Kanoman 宮
- Kacirebonan 宮
- Keprabonan 宮

## 外部連結
- （印尼文） Situs resmi （页面存档备份，存于）